# Villarejo de la Peñuela
Villarejo de la Peñuela község Spanyolországban, Cuenca tartományban. Villarejo de la Peñuela Abia de la Obispalía községgel határos. Lakosainak száma 18 fő (2024).

## Népesség
A település népessége az utóbbi években az alábbiak szerint változott:
| Lakosok száma | 33   | 31   | 30   | 24   | 26   | 25   | 19   | 20   | 23   | 18   |
|               | 2001 | 2004 | 2006 | 2009 | 2011 | 2014 | 2016 | 2019 | 2021 | 2024 |